# Memorial nacional a la Segunda Guerra Mundial
El Monumento Nacional a la Segunda Guerra Mundial (en inglés, National World War II Memorial) es un monumento conmemorativo a los estadounidenses que sirvieron y murieron en la Segunda Guerra Mundial. Se encuentra en el National Mall de Washington D. C., en donde se encontraba la Rainbow Pool, al este de la Reflecting Pool, y entre el Monumento a Lincoln y el Monumento a Washington.
El monumento se abrió al público el 29 de abril de 2004, aunque fue inaugurado por el presidente George W. Bush el 29 de mayo de 2004, dos días antes del Memorial Day. El monumento está administrado por el Servicio Nacional de Parques bajo el grupo del National Mall y Parques Memoriales.

## Elección de la ubicación

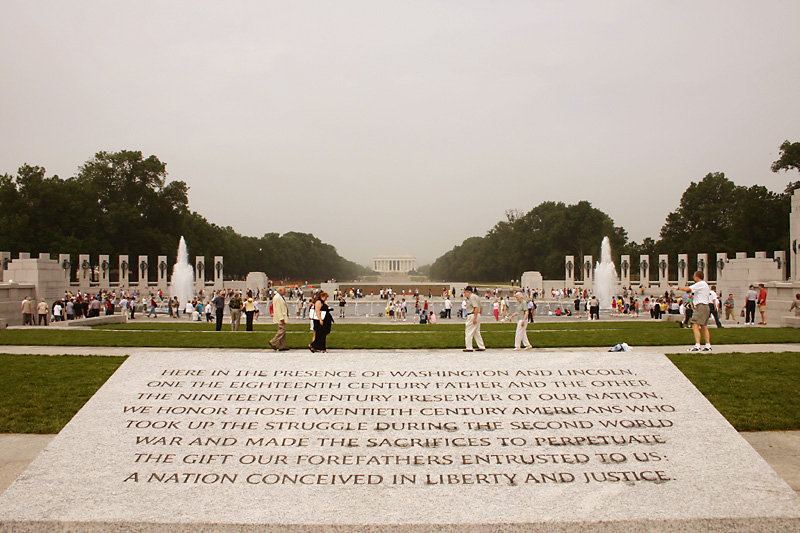
Uno de los grabados del monumento.

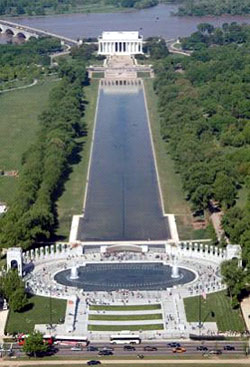
Vista aérea del monumento (abajo) y del Monumento a Lincoln (arriba).

En octubre de 1994, el presidente firmó la Resolución 227 que comprometía que el monumento se encontrase en algún lugar en el centro de Washington, cerca de los otros monumentos. El 20 de enero de 1995, el ABMC y el MAB se reunieron por primera vez para discutir la ubicación del monumento. También asistieron a la reunión representantes de la Comisión de Bellas Artes, de la Comisión Nacional de Urbanismo de la Capital, de la Comisión Nacional de Monumentos de la Capital, del Cuerpo de Ingenieros del Ejército de los Estados Unidos, así como miembros del Servicio Nacional de Parques.
Se barajaron diferentes ubicaciones, con el respaldo de las diferentes agencias. Las más importantes fueron las siguientes:
- La zona de la piscina reflectante del Capitolio de los Estados Unidos, entre la calle 3ª y el Monumento a Ulysses S. Grant
- Los Jardines de la Constitución, entre la avenida de la Constitución y la Rainbow Pool.
- La Freedom Plaza, en la avenida Pensilvania entre las calles 14 y 15.
- La Cuenca Tidal, en su extremo noreste, al lado del aparcamiento de la Cuenca Tidal.
- El Parque West Potomac, entre Ohio Drive y la orilla norte del río Potomac, al noroeste del Memorial a Franklin Delano Roosevelt.
- En los terrenos del Monumento a Washington, en la avenida de la Constitución entre las calles 14 y 15, al oeste del Museo Nacional de Historia Americana.
- El Henderson Hall, al lado del Cementerio de Arlington.

La elección de la ubicación final, la de la Rainbow Pool, se tomó el 5 de octubre de 1995. El diseño del monumento incluiría la fuente existente en la Rainbow Pool, que se encuentra al otro lado de la calle 17 del Monumento a Washington, y cerca de los jardines de la Constitución.

## Diseño y construcción del monumento
El diseño ganador fue el de Friedrich St. Florian. Aunque fue elegido en 1997, la construcción no empezó hasta 4 años más tarde.
En septiembre de 2001 el terreno se empezó a trabajar para el monumento. Sin embargo tardó dos años más en completarse y abrió al público el 29 de abril de 2004, y se inauguró el 29 de mayo. Cuando se abrió, miles de personas visitaron el monumento. El monumento se convirtió en parque nacional el 1 de noviembre, cuando el control pasó de la Comisión Americana para Monumentos de Guerra al Servicio Nacional de Parques.
A muchos ciudadanos les gustó la atmósfera parecida a la de un parque. Otros señalaron que la plaza era un símbolo del empeño de la nación en la guerra porque reproducía el sentimiento de comunidad que la guerra producía dentro del país.

## Historia
En 1987, el veterano de la Segunda Guerra Mundial Roger Durbin se acercó a la Representante Marcy Kaptur, una demócrata de Ohio, para preguntar si se podría construir un monumento conmemorativo de la Segunda Guerra Mundial. Kaptur presentó el Acta Conmemorativa de la Segunda Guerra Mundial a la Cámara de Representantes como HR 3742 el 10 de diciembre. La resolución autorizó a la Comisión de Monumentos de Batalla de los Estados Unidos (ABMC) a establecer un monumento conmemorativo de la Segunda Guerra Mundial en "Washington, DC, o sus alrededores", pero el proyecto de ley no se votó antes del final de la sesión, por lo que no se aprobó. Dos veces más, en 1989 y 1991, el representante Kaptur introdujo una legislación similar, pero estos proyectos de ley sufrieron el mismo destino que el primero y no se convirtieron en ley.
Kaptur reintrodujo la legislación en la Cámara por cuarta vez como HR 682 el 27 de enero de 1993, un día después de que el senador Strom Thurmond (un republicano de Carolina del Sur) introdujo la legislación complementaria del Senado. El 17 de marzo de 1993, el Senado aprobó la ley, y la Cámara aprobó una versión enmendada del proyecto de ley el 4 de mayo. El 12 de mayo, el Senado también aprobó el proyecto de ley enmendado, y el Acta Conmemorativa de la Segunda Guerra Mundial se convirtió en ley por El presidente Bill Clinton el 25 de mayo de ese año, convirtiéndose en la Ley Pública 103-32.

## Recaudación de fondos
El 30 de septiembre de 1994, el presidente Bill Clinton nombró una Junta Asesora del Memorial (MAB) de 12 miembros para asesorar al ABMC en la elección del sitio, el diseño del monumento y la recaudación de dinero para construirlo. Un esfuerzo de recaudación de fondos por correo directo trajo millones de dólares de estadounidenses individuales. Grandes grupos de veteranos hicieron grandes donaciones adicionales, incluida la Legión Americana, los Veteranos de Guerras Extranjeras, los Veteranos de la Batalla de las Ardenas y otros. La mayoría del esfuerzo corporativo de recaudación de fondos fue dirigida por dos copresidentes: el senador Bob Dole, veterano condecorado de la Segunda Guerra Mundial y candidato republicano a la presidencia en 1996; y Frederick W. Smith, el presidente y director ejecutivo de FedEx Corporation y exoficial del Cuerpo de Marines de Estados Unidos. El gobierno federal de los Estados Unidos proporcionó alrededor de $ 16 millones de dólares. Se recaudó un total de $ 197 millones de dólares.

## Elegir el sitio
El 20 de enero de 1995, el coronel Kevin C. Kelley, gerente de proyecto de la ABMC, organizó la primera reunión de la ABMC y el MAB, en la que se discutió el proyecto y se hicieron los planes iniciales. La reunión fue presidida por el Comisionado F. Haydn Williams, presidente del Comité de Diseño y Sitio del Memorial de la Segunda Guerra Mundial de ABMC, quien guio el proyecto a través del proceso de selección y aprobación del sitio y la selección y aprobación del diseño del Memorial. Los representantes de la Comisión de los Estados Unidos de Bellas Artes, la Comisión Nacional de Planificación de Capital, la Comisión de capital nacional Memorial, el Cuerpo de Ingenieros del Ejército de los Estados Unidos, y el Servicio de Parques Nacionales asistió a la reunión. La selección de un sitio apropiado se tomó como la primera acción.
Durante los siguientes meses, se consideraron varios sitios. Tres rápidamente ganaron favor: [10] [11]
- Área de la piscina de reflexión del Capitolio de los Estados Unidos, - entre 3rd Street y Ulysses S. Grant Memorial
- Jardines de la Constitución : extremo este, entre la Avenida de la Constitución y la piscina Rainbow
- Freedom Plaza - en Pennsylvania Avenue entre las calles 14 y 15
- Otros sitios considerados pero rápidamente rechazados fueron:

- Tidal Basin - lado noreste, al este del estacionamiento de Tidal Basin y al oeste de la carretera de acceso al puente de la calle 14
- West Potomac Park : entre Ohio Drive y la costa norte del río Potomac , al noroeste del Monumento a Franklin Delano Roosevelt
- Terrenos del Monumento a Washington - en la Avenida de la Constitución entre las calles 14 y 15, al oeste del Museo Nacional de Historia Americana

Henderson Hall , adyacente al cementerio nacional de Arlington , dejó de ser considerado debido a su falta de disponibilidad
- La selección del sitio de Rainbow Pool se anunció el 5 de octubre de 1995. El diseño incorporaría la fuente de Rainbow Pool, ubicada al otro lado de la calle 17 del Monumento a Washington y cerca del sitio de Constitution Gardens. [12]

La ubicación, entre el Monumento a Washington y el Monumento a Lincoln, es el lugar más destacado para un monumento en el National Mall desde que se inauguró el Monumento a Lincoln en 1922. Es la primera incorporación en más de 70 años al gran corredor de espacios abiertos que se extiende desde el Capitolio 2.1 millas (3.4 km) al oeste hasta el río Potomac. [13]

## Diseño del monumento
Una competencia de diseño a nivel nacional atrajo 400 propuestas de arquitectos de todo el país. El diseño inicial de Friedrich St. Florian fue seleccionado en 1997. El diseño de St. Florian evoca un monumento clásico. Debajo de cada uno de los dos arcos conmemorativos, los baldacchinos del Pacífico y el Atlántico, cuatro águilas llevan una corona de laurel de roble. Cada uno de los 56 pilares lleva coronas de roble que simbolizan la fuerza militar e industrial, y de trigo, que simboliza la producción agrícola.
Durante los siguientes cuatro años, el diseño de St. Florian se alteró durante el proceso de revisión y aprobación requerido de los monumentos conmemorativos propuestos en Washington D. C. El embajador Haydn Williams guio el desarrollo del diseño para ABMC.

## Construcción
La construcción del terreno se inició en septiembre de 2001. La construcción fue administrada por la Administración de Servicios Generales .
Los arcos triunfales fueron creados por Rock of Ages Corporation. El escultor Raymond Kaskey creó las águilas de bronce y dos coronas de flores que se instalaron debajo de los arcos, así como 24 paneles de bronce en bajorrelieve que representan escenas de combate en tiempo de guerra y el frente de la casa. [14] Los bronces fueron fundidos en el transcurso de dos años y medio en Laran Bronze en Chester, Pensilvania. [15] La armadura de acero inoxidable que sostiene las águilas y las coronas fue diseñada en Laran, en parte por el escultor James Peniston, [16] y fabricada por Apex Piping de Newport, Delaware. [17] Las coronas de bronce gemelas que decoran los 56 pilares de granito alrededor del perímetro del monumento, así como las 4.048 estrellas de plata chapadas en oro que representan las muertes militares estadounidenses en la guerra, fueron emitidas en Valley Bronze en Joseph, Oregón . [18] [19] "Vería cubos llenos de estrellas pasando por la fundición, y pensaría que cada uno representaba a 100 hombres. La magnitud era abrumadora", recordó Dave Jackman, expresidente de Valley Bronze, en 2004. [ 20]
John Stevens Shop diseñó las letras para el monumento y la mayoría de las inscripciones fueron talladas a mano in situ.
El monumento se abrió al público el 29 de abril de 2004 y se dedicó en una ceremonia del 29 de mayo a la que asistieron miles de personas. El monumento se convirtió en un parque nacional el 1° de noviembre, cuando la autoridad sobre él fue transferida al Servicio de Parques Nacionales.
En 2012, la fuente del monumento fue renovada. [21]

## Controversia
Críticas como las de la Coalición Nacional para Salvar Nuestro Mall se opusieron al diseño y a la ubicación del monumento. La mayor crítica de la ubicación es que interrumpe la vista entre el Monumento a Washington y el Monumento a Lincoln. También se criticó que se apropiara de espacio que durante la historia se ha utilizado para las manifestaciones.
Más molesto fue para los críticos el rápido proceso de aprobación, que normalmente tarda un tiempo importante para una construcción de esta magnitud. El Congreso, preocupado porque los veteranos de la Segunda Guerra Mundial se muriesen antes de que un monumento digno se construyese, aprobaron las leyes sin que el Monumento Nacional a la Segunda Guerra Mundial tuviese mayores exámenes de ubicación y diseño. Tampoco tuvieron en cuenta algunos aspectos legales del monumento.

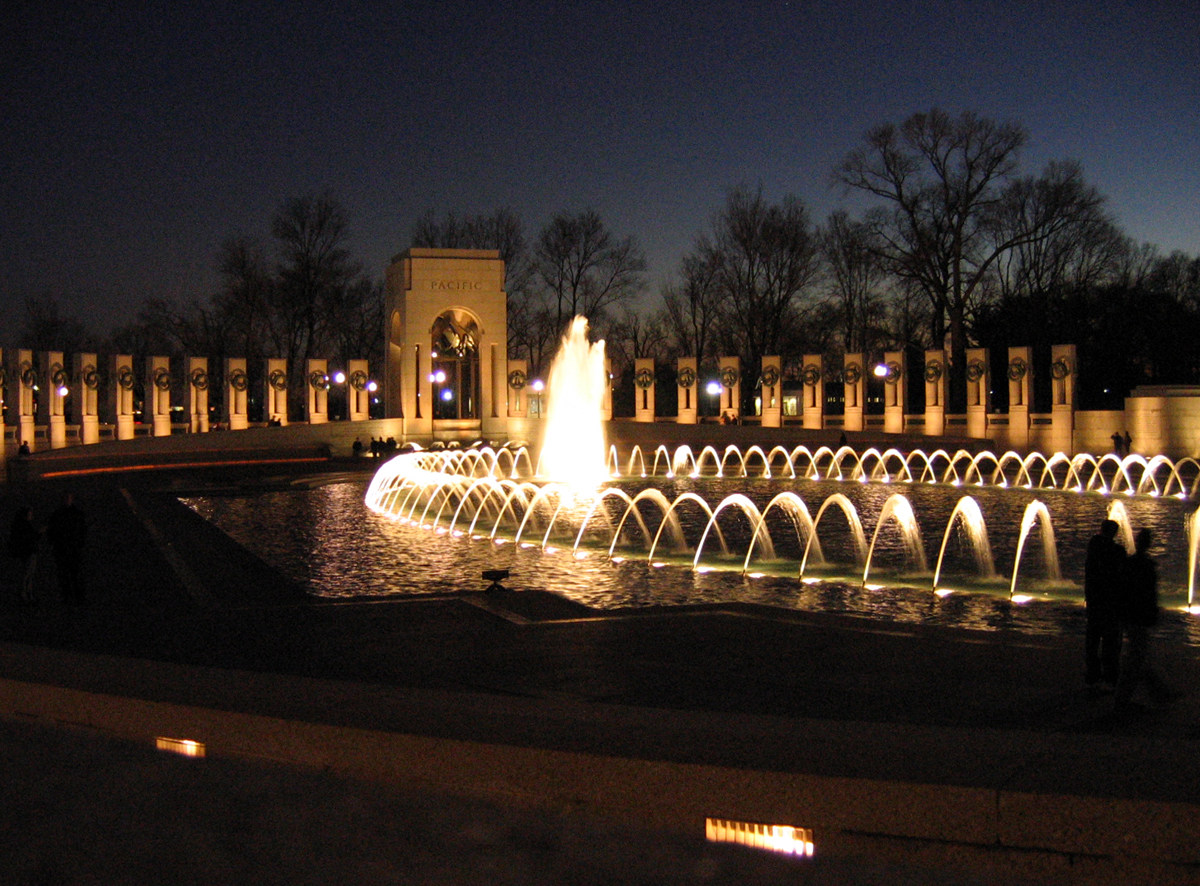
El monumento al atardecer
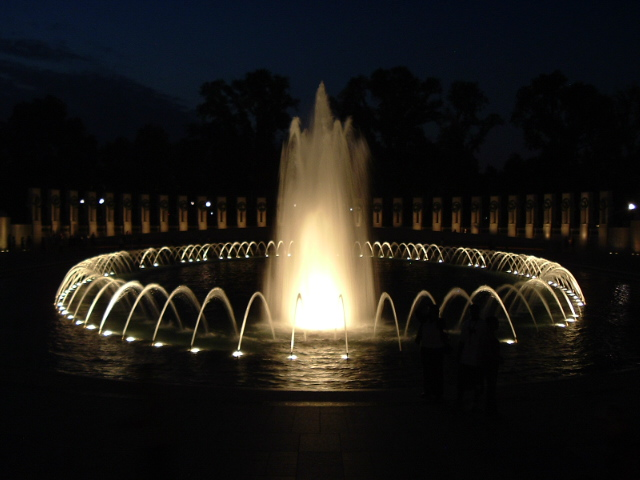
Memorial nacional a la Segunda Guerra Mundial
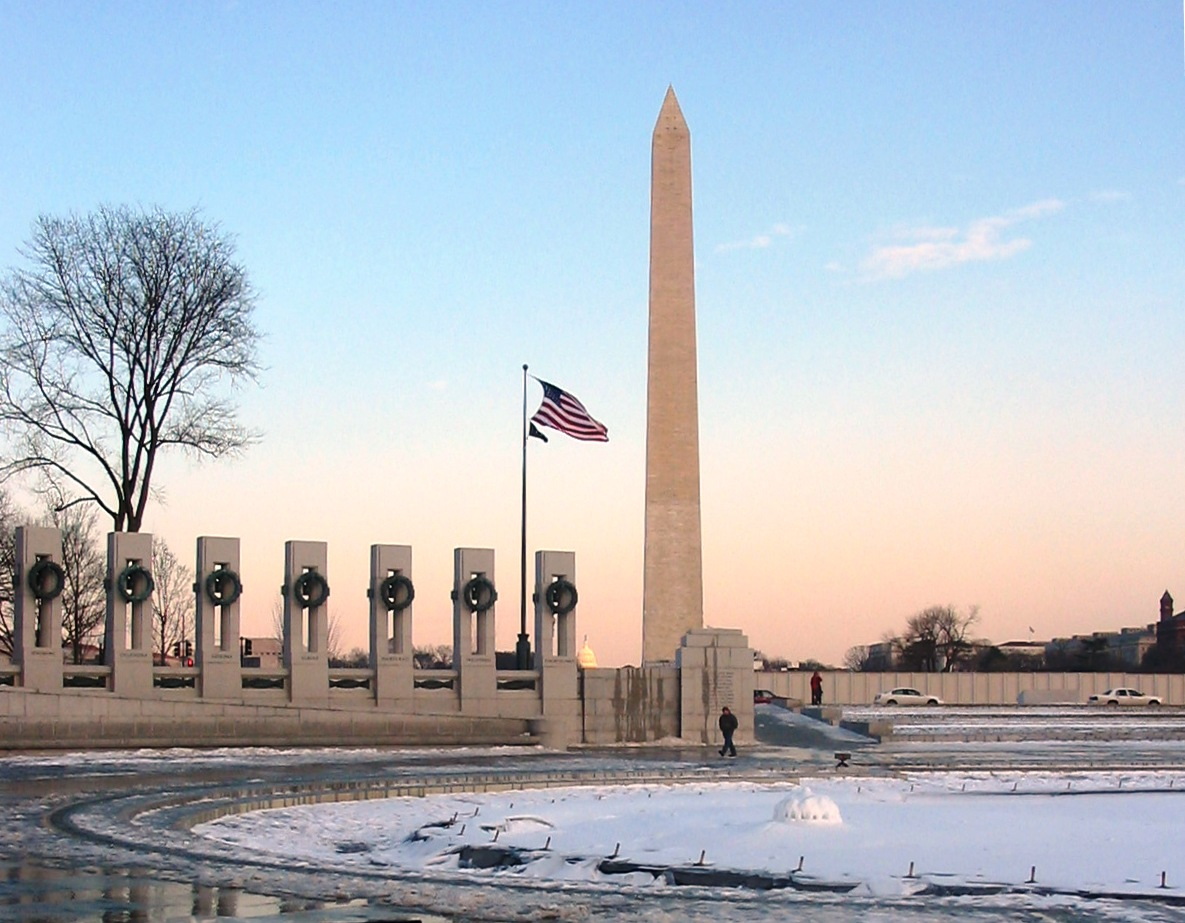
Mirando al este del monumento durante el invierno
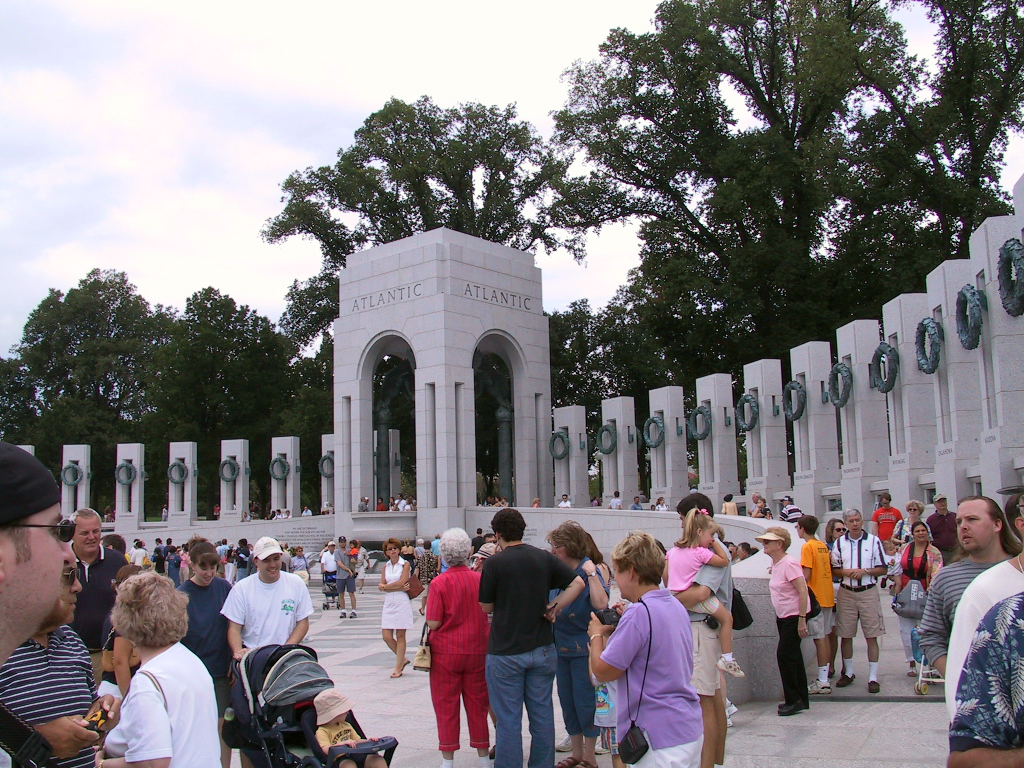
El extremo norte del monumento
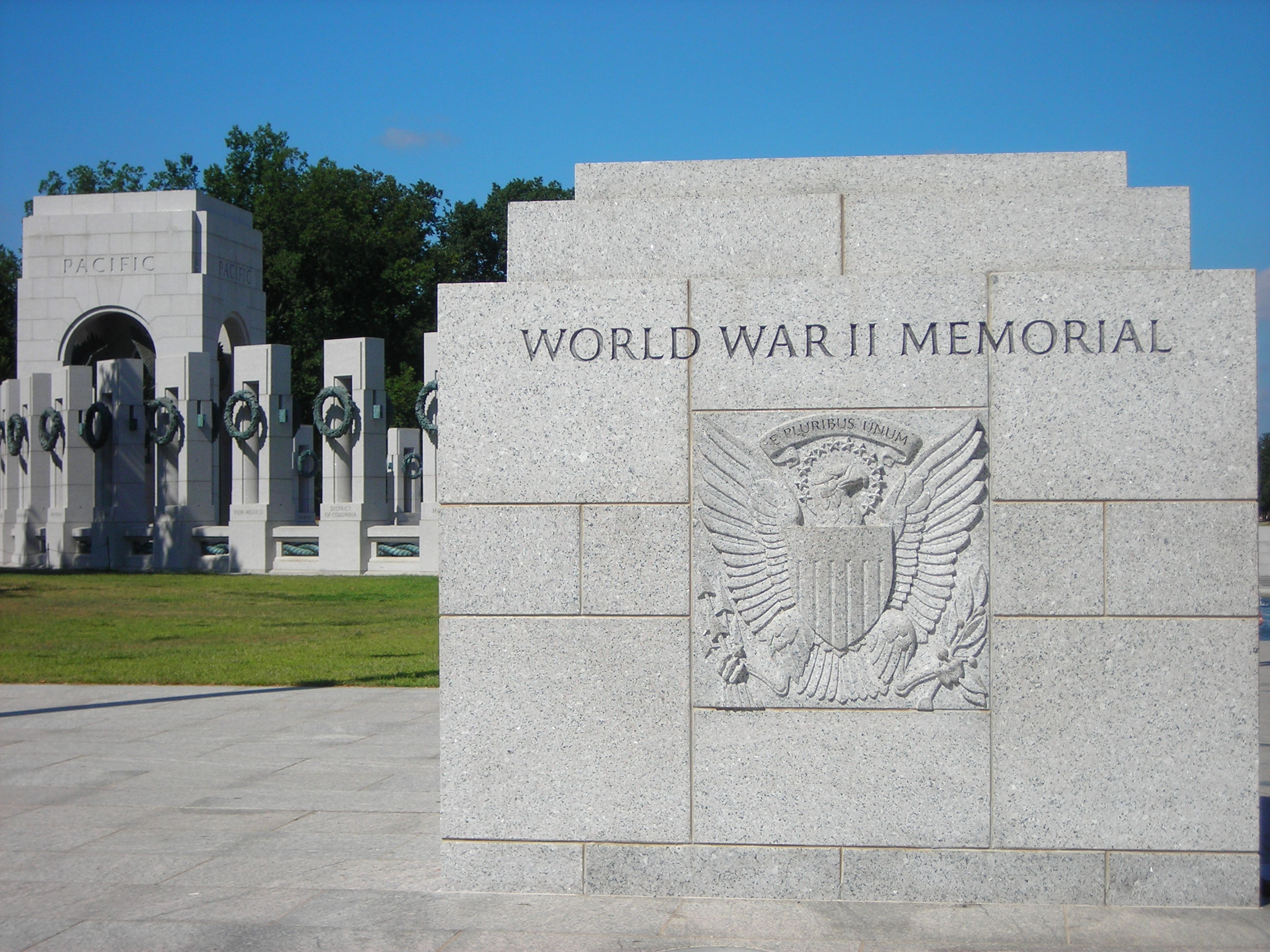
Señal en el exterior del Monumento a la Segunda Guerra Mundial
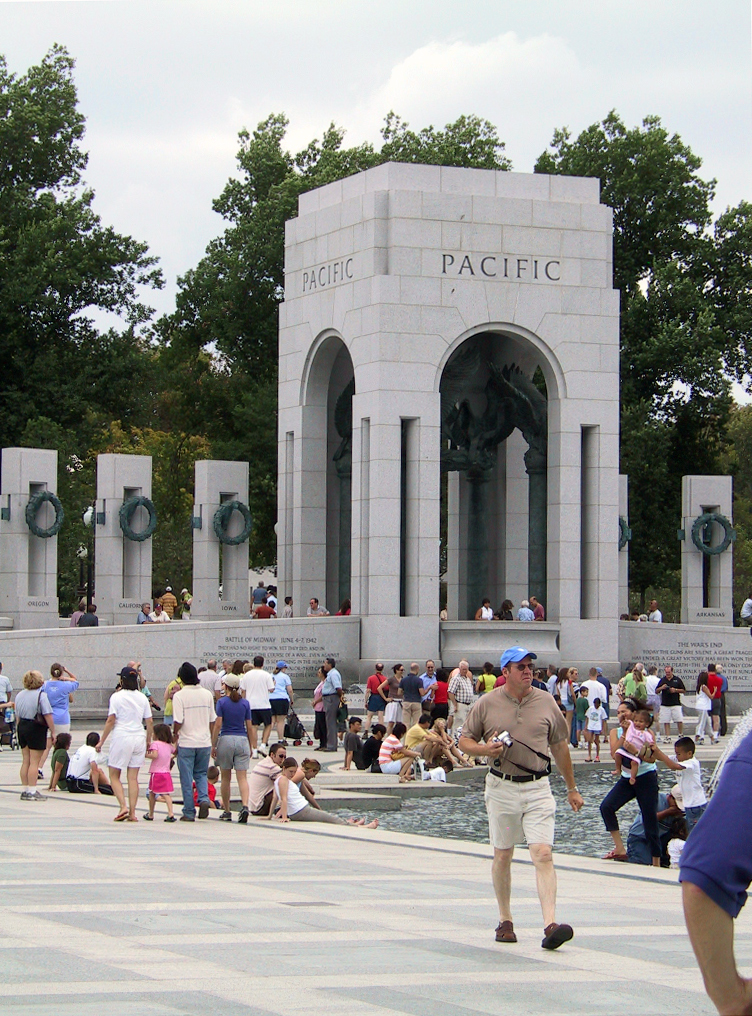
El extremo sur del monumento
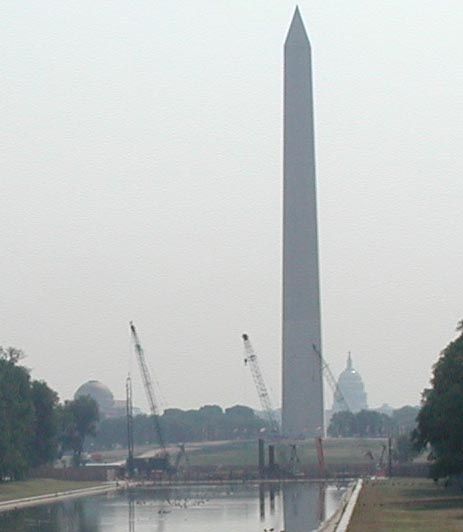
El monumento en construcción (agosto de 2002)
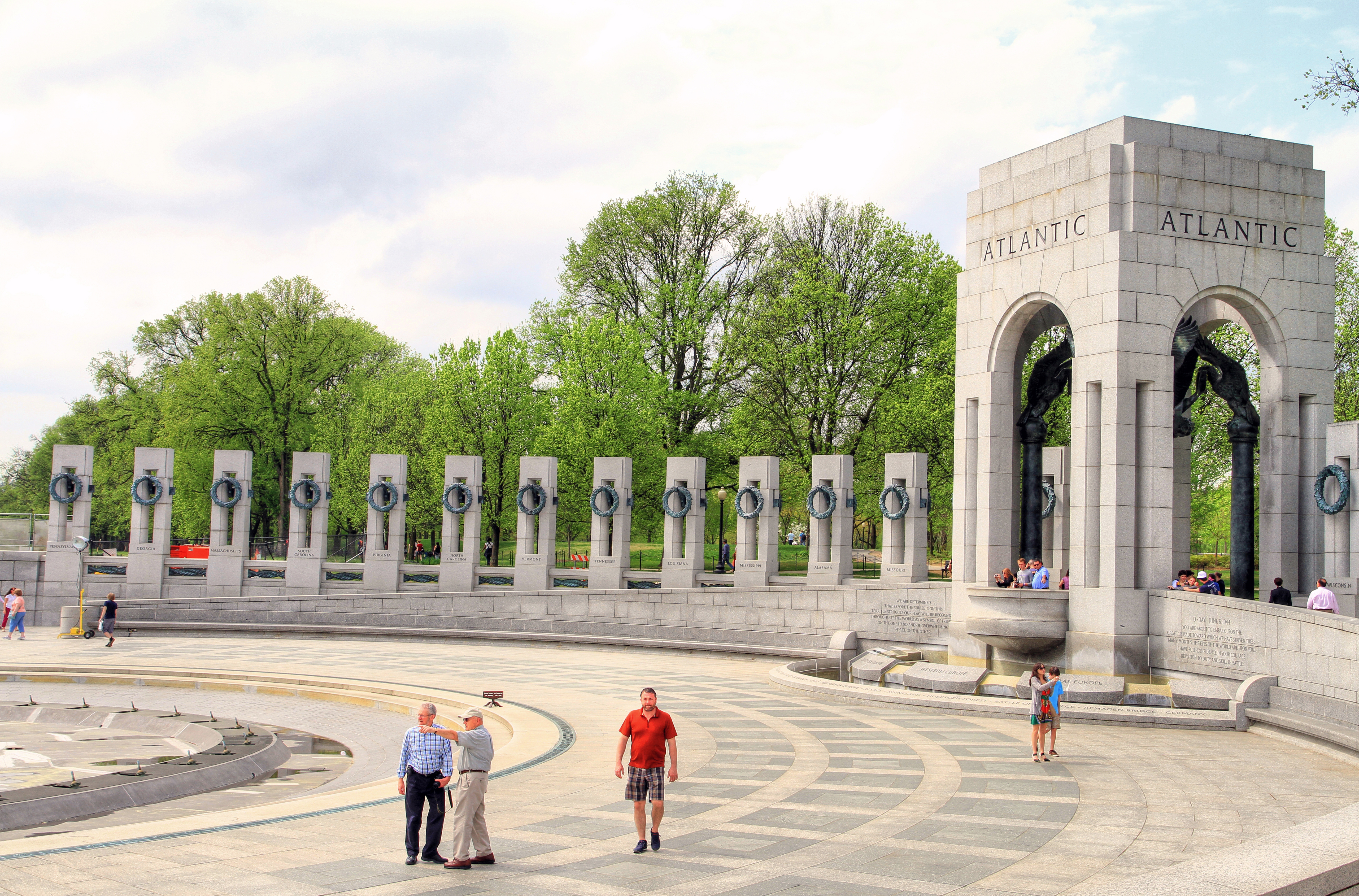
Monumento Nacional a la Segunda Guerra Mundial (2013)